# Angela Merkel
Angela Dorothea Merkel (rojena Kasner), nemška političarka, * 17. julij 1954, Hamburg, Nemčija.
Angela Merkel se je rodila v Hamburgu v takratni Zahodni Nemčiji. Še kot dojenček se je z družino preselila v Vzhodno Nemčijo, ko je njen oče, luteranski duhovnik, prejel pastorat v Perlebergu. Leta 1986 je doktorirala iz kvantne kemije in kot raziskovalka delala do leta 1989. V politiko je vstopila po revoluciji 1989 in na kratko delovala kot podpredsednica prve demokratično izvoljene vzhodnonemške vlade, ki jo je vodil Lothar de Maizière. Po ponovni združitvi Nemčije leta 1990 je bila Merklova izvoljena v Bundestag za zvezno deželo Mecklenburg - Predpomorjanska. Kot varovanka kanclerja Helmuta Kohla je bila leta 1991 imenovana za ministrico za ženske in mladino, kasneje pa je postala ministrica za okolje, varstvo narave in jedrsko varnost. Po tem, ko je CDU leta 1998 izgubila zvezne volitve, je bila Merklova izvoljena za generalno sekretarko CDU. Dve leti kasneje je postala prva vodja stranke in prva vodja opozicije, in sicer po škandalu z donacijami, ki je strmoglavil Wolfganga Schäubleja.
Po zveznih volitvah leta 2005 je bila Merklova imenovana za naslednico Gerharda Schröderja kot kanclerja Nemčije in postala vodja velike koalicije, ki so jo sestavljali CDU, njena bavarska sestrska stranka Krščansko-socialna unija (CSU) in Socialdemokratska stranka (SPD). Merklova je bila prva ženska, izvoljena za kanclerko, in prva kanclerka po ponovni združitvi Nemčije, ki je bila vzgojena v nekdanji Vzhodni Nemčiji. Na zveznih volitvah leta 2009 je CDU pridobila največji delež glasov, Merklova pa je lahko sestavila koalicijsko vlado s Svobodno demokratsko stranko (FDP). Na zveznih volitvah leta 2013 je CDU Merklove zmagala s 41,5% glasov in je ustvarila drugo veliko koalicijo s SPD, potem ko je FDP izgubila vse svoje zastopstvo v Bundestagu. Na zveznih volitvah leta 2017 je CDU že četrtič postala največja stranka, 14. marca 2018 pa je prisegla na rekordni četrti mandat kanclerke. Napovedala je, da se na volitvah leta 2021 ne bo več potegovala za nov kanclerski mandat. 8. decembra 2021 jo je nasledil socialdemokrat Olaf Scholz.
V zunanji politiki je Merklova poudarila mednarodno sodelovanje, tako v okviru Evropske unije in Nata, kot tudi krepitev čezatlantskih gospodarskih odnosov. Leta 2007 je bila Merklova predsednica Evropskega sveta in tako imela osrednjo vlogo pri pogajanjih o Lizbonski pogodbi in Berlinski deklaraciji. Merklova je imela ključno vlogo pri obvladovanju svetovne finančne krize in evropske dolžniške krize. Leta 2008 se je pogajala o paketu spodbud, ki se je osredotočil na porabo infrastrukture in javne naložbe za boj proti veliki recesiji. V notranji politiki se je program Merklove "Energiewende" osredotočil na prihodnji razvoj energije, pri čemer je poskušal postopoma opustiti jedrsko energijo v Nemčiji, zmanjšati emisije toplogrednih plinov in povečati obnovljive vire energije. Reforme Bundeswehra, ki je ukinil nabor vojaške obveznosti, reformo zdravstvenega varstva, in v zadnjem času odziv njene vlade na migrantsko krizo leta 2010 in pandemijo COVID-19 v Nemčiji, so bile velike težave v času njenega kanclerstva. Od leta 2014 je bila višja vodja skupine G7, prej pa od leta 2011 do 2012. Leta 2014 je postala predsednica vlade v Evropski uniji z aktualno najdaljšim stažem. Oktobra 2018 je napovedala, da se bo na konvenciji stranke umaknila kot vodja CDU in da se leta 2021 ne bo potegovala za peti kanclerski mandat. Merklovo so večkrat opisovali kot dejansko voditeljico Evropske unije in najmočnejšo žensko na svetu.

## Dom in otroštvo (1954–1960)
Angela Merkel je bila rojena v Hamburgu kot prvi otrok Horsta Kasnerja (1926–2011), sina policista iz Berlina (naselje Pankow), in Herlind Kasner, roj. Jentzsch (8. julij 1928 v Gdansku). Mama Herlind je bila učiteljica latinščine in angleščine, oče Horst Kassner pa evangeličanski pastor, ki je študiral teologijo v Heidelbergu in Hamburgu. Že leta 1954, le nekaj tednov po rojstvu hčerke, se družina preseli v Nemško demokratično republiko (NDR), kjer postane oče evangeličanski župnik v vasi Quitzovu (danes del Perleberga). Leta 1957 se Kasnerji zaradi novih cerkvenih dolžnosti dokončno preselijo v Templin. 7. julija 1957 je bil rojen Angelin brat Marcus, 19. avgusta 1964 pa sestra Irene. Angela ni obiskovala otroških jasli niti vrtca, saj je bila njena mama zavrnjena v šolski službi NDR in je ostala doma kot gospodinja.

## Čas šolanja (1961–1973)
Leta 1961 je Angela začela obiskovati politehnično šolo (POS) v Templinu. Učitelji in sošolci so jo opisali kot neopazno in socialno dobro vključeno šolarko oz. mladinko. Izstopala pa je s svojimi šolskimi dosežki, posebno v ruščini in matematiki. Angela Kasner je bila v svojem šolskem obdobju članica pionirske organizacije Ernsta Thälmanna, v začetku sedemdesetih let pa vstopi v nemško mladinsko zvezo (FDJ). Leta 1973 je maturirala na politehnični gimnaziji EOS v Templinu s povprečno oceno 1,0.

### Študij vLeipzigu(1973–1978)
Šolanje nadaljuje na Univerzi Karla Marxa v Leipzigu (Karl-Marx-Universität Leipzig), kamor se preseli leta 1973 in kjer do leta 1978 študira fiziko. Leta 1974, med študentsko izmenjavo v Moskvi in Leningradu, spozna študenta fizike Ulricha Merkla, s katerim se leta 1977 tudi poroči. Po diplomi, leta 1978, se zaposli kot znanstvena sodelavka za kvantno kemijo na vzhodnoberlinski znanstveni akademiji. Zakon ne traja dolgo - leta 1982, ko Helmut Kohl v Zahodni Nemčiji postane kancler, se Angela Merkel v Vzhodni Nemčiji ločuje od prvega moža. Po ločitvi išče stanovanje ilegalno, saj uporabi preverjeno vzhodnonemško metodo: zasede zapuščeno staro stanovanje v Vzhodnem Berlinu, ki ga skupaj s prijateljem preuredi in ga oblastem prijavi kot svojega. Leta 1984 spozna na akademiji bodočega moža, kemika, Joachima Sauerja, ki je takrat še poročen in ima dva sinova. Angela dela in nadaljuje izobraževanje, tako, da leta 1986 pridobi doktorski naziv. Poročita se šele leta 1998.

## Kariera
Pred padcem Berlinskega zidu je bila zelo aktivna v opoziciji tedanje države NDR, po padcu Berlinskega zidu postane članica novonastale stranke Demokratsko gibanje. Na prvih in zadnjih demokratskih volitvah v Vzhodni Nemčiji postane govornica vzhodnonemške vlade. Na prvih splošnih volitvah po združitvi obeh Nemčij, v decembru 1990, je izbrana za zastopnico v zveznem parlamentu (Bundestagu). Njena stranka se je poenotila z zahodnonemško Krščanskodemokratsko unijo (CDU) in tako postane ministrica za ženske in mladino v vladi Helmuta Kohla. Kako veliko zaupanja je uživala pri Kohlu, pove podatek, da so jo mediji leta imenovali »Kohlova deklica«. Zahvaljujoč prav svojemu mentorju Kohlu postane leta 1994 zvezna ministrica za okolje, varstvo narave in jedrsko varnost. Štiri leta kasneje (1998), ko je Kohl poražen na volitvah za zvezni parlament, postane Merklova generalna sekretarka CDU. Podpora stranki pa leta 1999 naglo upade zaradi škandala z nezakonitimi donacijami, ki so jih vplačevali na račun CDU. Helmut Kohl je bil tedaj častni predsednik stranke in odgovorna oseba, vendar se je odločil, da ne bo obelodanil imena donatorjev. Sledilo je presenečenje. Merklova je objavila imena le-teh in stranko javno pozvala, naj se distancira od Kohla. Kohl ni napadel Merklove, ampak verbalno svojega naslednika na mestu predsednika CDU, Wolfganga Schäublea. Javne polemike so več mesecev pretresale Nemčijo in tako osramotile oba velika moža. Na koncu se je izvedelo, da je Schäuble od lobista sprejel nedovoljeno donacijo sto tisoč nemških mark. Zaradi nastalega položaja je moral odstopiti s predsedniškega mesta, ki ga je zasedla Angela Merkel.
Leta 2002 so bile parlamentarne volitve, a Angela Merkel ni dobila zadostne podpore znotraj svoje stranke, prav tako ne pri sestrski bavarski stranki Krščansko-socialni uniji (CSU). Na mesto vodje opozicije se je prebil lider CSU, Edmund Stoiber. V spopadu s socialdemokratskim kandidatom in tedanjim kanclerjem Gerhardom Schröderjem pa je Stoiber izgubil volitve. Tako je postala Merklova vodja opozicije. Zavzemala se je za reformo nemškega gospodarstva, za reformo zakonodaje, s katero bi se delodajalcem omogočilo lažje odpuščanje delavcev in povečanje števila delovnih dni v tednu. Istočasno se je zavzemala za zmanjševanje socialnih pravic. Vse za cilj - povečati konkurenco nemškega gospodarstva. Zahtevala je krepitev nemško-ameriškega sodelovanja in kljub nasprotovanju nemške javnosti, spomladi 2003, podprla ameriško invazijo na Irak z obrazložitvijo, da je bilo to neizbežno. Istočasno je obtožila kanclerja Schröderja antiamerikanizma. To je izzvalo na drugi strani kritike in Merklove se je oprijel sloves, da je preveč pokorna Ameriki. Kritizirala je Schröderjevo vlado zaradi podpore Turčiji, da postane članica Evropske unije in kot alternativo ponudila privilegirano partnerstvo.

### Kanclerka Nemčije
Koalicija CDU in CSU je koncem maja leta 2005 imenovala Merklovo za kandidatko za kanclersko mesto na prihajajočih parlamentarnih volitvah 18. septembra. Zmagali so s tesno večino 35,3 % glasov, medtem ko je koalicija socialdemokratov in zelenih dobila 34,2 % glasov. Sprva sta obe koaliciji proglasili zmago na volitvah, a po treh tednih pregovarjanj so se dogovorili za veliko koalicijo CDU, CSU in SPD. Položaj kanclerja Nemčije je prvič v zgodovini pripadal ženski. V zameno pa je SPD v novi vladi pripadlo kar 8 od 16 ministerstev. V svojem prvem nagovoru javnosti z mesta kanclerke, 30. novembra 2005, je Angela Merkel izpostavila dva glavna cilja - napredovanje nemškega gospodarstva in zmanjšanje števila brezposelnih. Po prvih sto dnevih vladanja je anketa pokazala, da ima Merklova največji odstotek podpore javnosti, odkar se take ankete sploh izvajajo - od l. 1949.
Na parlamentarnih volitvah leta 2009 je bila ponovno izbrana za nemško kanclerko. S svojo stranko CDU je tokrat premagala dotakratno koalicijsko stranko SPD. Velik uspeh je dosegla liberalna stranka FDP in postala koalicijska partnerica v novi vladi. Drugi mandat na položaju kanclerke je še težji in je zaradi svetovne gospodarske krize pretežno v znamenju reševanja evropskega gospodarstva oz. Evropske unije.
Uspeh Angele Merkel, imenovane tudi nemška železna lady (vzdevek, ki ga je nosila britanska premierka Margaret Thatcher) in njeno pot v sam vrh nemške politike ocenjujejo analitiki z razlago - v politični orbiti združene Nemčije je znala izkoristiti dejstvo, da so v politiko morali vključevati tudi predstavnike vzhodne Nemčije, s čimer so se poudarili integracijski procesi in skrb za interese teh ljudi. Srečna okoliščina je bila tudi, da so se nekateri politiki, ki so imeli priložnost postati bližnji Kohlovi sodelavci, kompromitirali, ko se je odkrilo, da so sodelovali z zloglasno vzhodnonemško tajno službo Stasi.
Napovedala je, da se za kanclerski položaj v letu 2021 ne bo več potegovala in se politično upokojila. Podprla je kandidata CDU/CSU Armina Lascheta, ki je s stranko naposled zasedel drugo mesto. 5. oktobra 2021 je ob robu vrha EU-Zahodni Balkan na Brdu pri Kranju iz rok Boruta Pahorja prejela red za izredne zasluge, ki je najvišje slovensko odlikovanje.
Kanclerski položaj je opravljala 16 let, kar je drugi najdaljši mandat, daljšega je opravil le kancler Kohl. 8. decembra 2021 jo je nasledil Olaf Scholz.